# Sananrejo
Sananrejo is een bestuurslaag in het regentschap Malang van de provincie Oost-Java, Indonesië. Sananrejo telt 7174 inwoners (volkstelling 2010).